# 畢沅

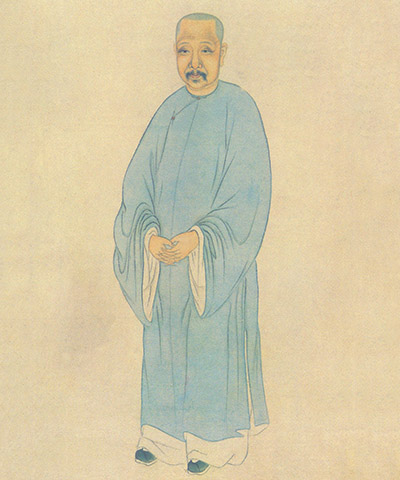
畢沅

畢 沅（ひつ げん、1730年〈雍正8年〉 - 1797年〈嘉慶2年〉）は、中国清代の学者・官僚。字は纕蘅。号に秋帆、経訓堂。晩年は霊巌山人と号した。太倉州鎮洋県の出身。

## 略歴
蘇州の霊巌山で沈徳潜について学ぶ。1753年、郷試に合格すると内閣中書に任ぜられ、軍機処に入った。1760年に進士となり、1765年に翰林院侍読学士となった。1770年に陝西按察使、翌年には陝西布政使となった。官は最終的に湖広総督にまで昇った。湖広総督在任中の1796年、枝江の白蓮教徒聶人杰が蜂起すると畢沅は枝江に向かいこれを鎮圧した。1797年に病死すると太子太保を贈られたが、1799年に白蓮教の鎮圧に力を注がずに軍費を濫用したとして、世職を奪われ、家財を没収された。
学識は幅広く、経学・史学・金石学・地理学に通じていた。著作には『続資治通鑑』220巻がある。これは宋・遼・金・元の正史を通史とするために、『資治通鑑続編』『宋元資治通鑑』『続資治通鑑長編』『資治通鑑後編』などの史料をもとに、20年かけて編纂したものである。
門人の洪亮吉によると畢沅は常日頃から賢才を重用したという。そのため著名な学者の章学誠・孫星衍・汪中・段玉裁らが幕下に集まった。
一方、男色家とも知られ、戯曲の演員の李桂官に恋慕し、著名な詩人の袁枚に恋慕の詩を依頼して、求愛の詩を詠った逸話がある。

## 主な著作
大半は『経訓堂叢書』に含まれる。
- 『続資治通鑑』
- 『釈名疏証』
- 『墨子』『呂氏春秋』『山海経』『大戴礼記』夏小正篇などの校注
- 中国各地の『金石志』